# Adrián González
Pour les articles homonymes, voir Adrian Gonzalez et Gonzalez.
Adrián González Morales surnommé Adrián, (né le 25 mai 1988 à Madrid) est un footballeur espagnol évoluant au poste de milieu de terrain. Il est le fils de l'emblématique Míchel, ancien joueur du Real Madrid.

## Palmarès
Néant